# Jabungsisir
Jabungsisir is een bestuurslaag in het regentschap Probolinggo van de provincie Oost-Java, Indonesië. Jabungsisir telt 3219 inwoners (volkstelling 2010).